# Пугачівка (Коростенський район)
Пугачі́вка — село в Україні, в Коростенському районі Житомирської області. Населення становить 193 осіб.

## Історія
У 1906 році — село Ушомирської волості Житомирського повіту Волинської губернії. Відстань від повітового міста 80 верст, від волості 5. Дворів 73, мешканців 405.
У 1923—54 роках — адміністративний центр Пугачівської сільської ради Коростенського району.

## Населення

### Мова
Розподіл населення за рідною мовою за даними перепису 2001 року:
| Мова       | Кількість | Відсоток |
| ---------- | --------- | -------- |
| українська | 190       | 98.45%   |
| російська  | 2         | 1.03%    |
| румунська  | 1         | 0.52%    |
| Усього     | 193       | 100%     |

## Галерея

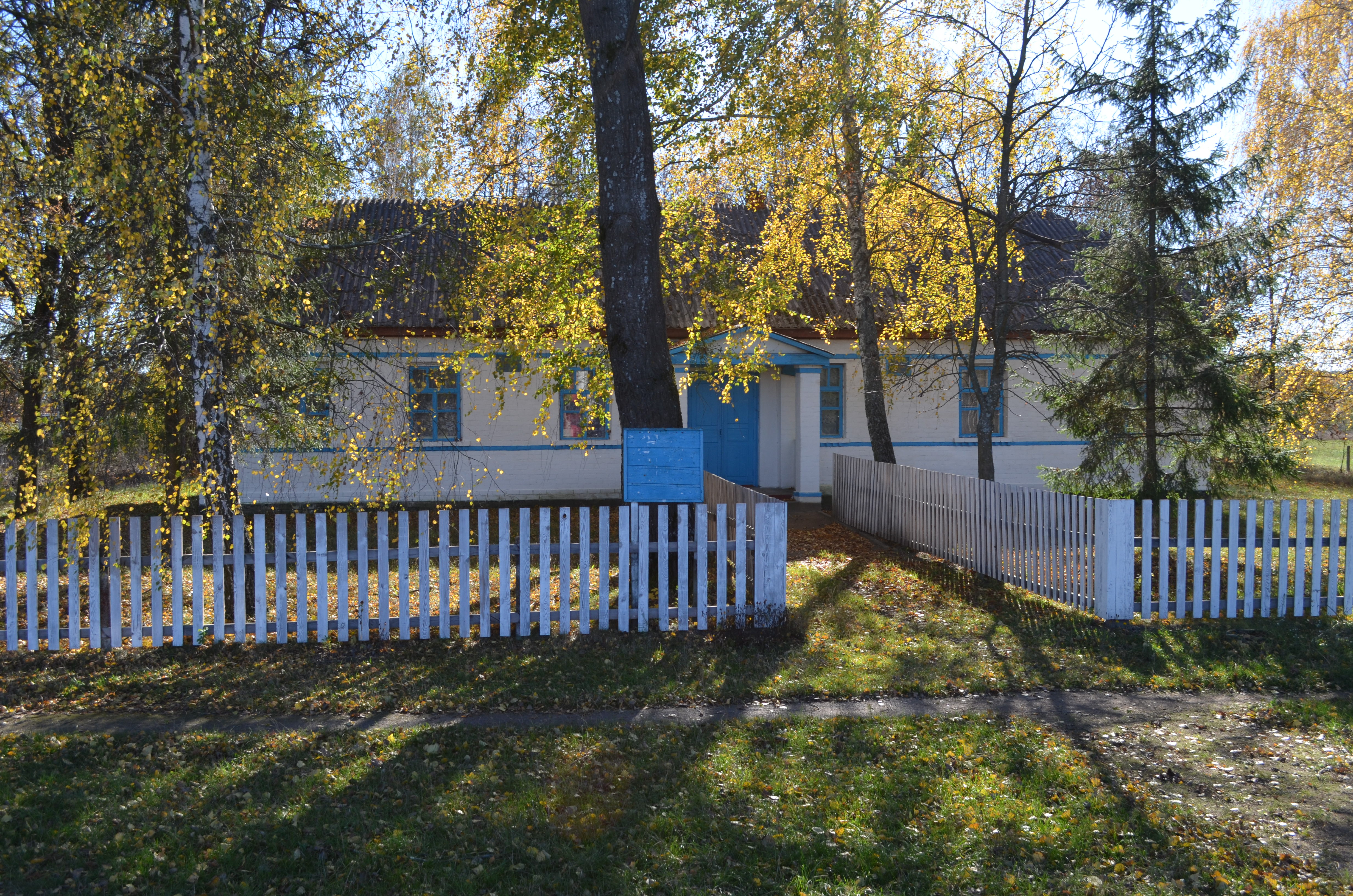
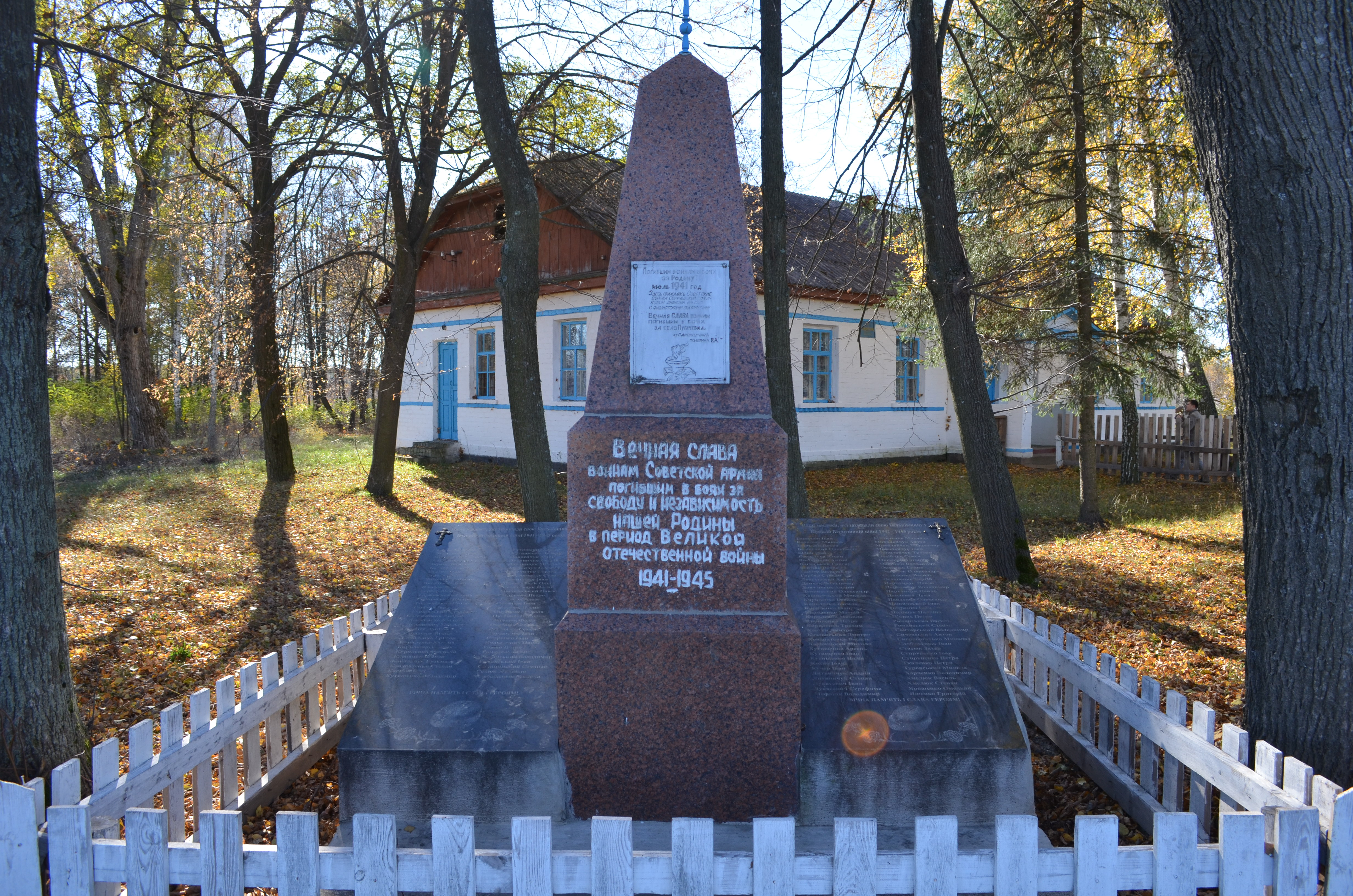

## Відомі люди
- Капустін Григорій Якович (1902—1941) — випускник Комуністичного Університету у Харкові, завсектором пропаганди Волинського обкому партії у 1940—1941 рр., старший політрук, загинув у 1941 році під час боїв з підрозділами німецького вермахту поблизу села Количівка на Чернігівщині[джерело?].